# 고이데 히데마사
고이데 히데마사(일본어: 小出秀政, 1540년 ~ 1604년 4월 21일)는 아즈치모모야마 시대부터 에도 시대 초기까지의 무장, 다이묘이다. 정실은 에이마쓰인(栄松院)이며 이로 인해 도요토미 히데요시의 이모부가 된다. 도요토미 히데요리의 교육 담당관 중 한명이다. 이즈미 기시와다번 초대 번주를 지냈다. 이즈시 번 고이데가 시조.